# Дискримінація буракумінів
Дискримінація буракумінів — проблема японського суспільства, що існувала протягом кількох століть і продовжує існувати нині, полягає в існуванні дискримінації бураку (буракумінів) — однієї з груп населення Японії.  Офіційно не визнається в сучасній Японії, що, однак, не заважає існуванню кількох громадств по захисту прав буракумінів та здійсненню державних програм, націлених на покращення соціальних умов буракумінів. Дискримінація буракумінів також є предметом уваги ООН.
В Японії проблема дискримінації буракумінів отримала назву «бураку мондай» (яп. 部落問題, «проблема бураку»), інколи термін «buraku mondai» використовуються в англомовних джерелах. В останні десятиріччя також використовуються назви «дова мондай» (яп. 同和問題, «проблема асиміляцій»).
Дискримінуюча меншість Японії — хісабецубураку, або коротко буракуміни (яп. 部落民), мешканці особливих поселень, протягом багатьох періодів історії країни виключались з життя громадськості, що актуально і в наш час. Крім того, вони не мають можливості потрапити в хорошу школу, університет і тим більш знайти стабільну роботу та навіть не можуть узгодити шлюб з людиною, якщо вона є представником іншої групи населення (мається на увазі «звичайні» японці, тобто всі інші японці).
Більшість мешканців Японії заперечують існування дискримінації, незважаючи на всі свідоцтва, випадки масових звільнень та інших інцидентів, пов'язаних з дискримінацією. При цьому існує офіційна статистика, в відповідності з котрою в Японії проживають 1 млн 200 тис. буракумінів в 4400 поселеннях бураку. Інститут вивчення звільнення бураку та прав людини наводить дані в 3 млн чоловік та 6000 поселень.
Походження нащадків сучасних буракумінів є проблемою в сучасній японській історіографії. Різні дослідники вказують на різноманітні варіанти походження цих людей, при цьому різняться не лише припущення про етнічну та територіальну належність, але і про період первинного формування.
Багатьма японськими та західними дослідниками вказуються, що нащадки сучасних буракумінів з'явились в кінці періоду Сенгоку, коли деяких бунтувальників виселяли в особливі поселення. Проте відомо, що вже тоді існував комплекс уявлень, традицій та вірувань, пов'язаних з цими людьми.
Як вказує російський дослідник З. Я. Ханін, перші свідчення про парії в японській громадськості можна взяти з китайської хроніки «Хоу Хань Шу», в котрій говориться про наступі складові японської громадськості: імператорі та його кола, простого народу — хеймін, рабах та групі людей, котрі носять назву «сейко» (дослідник Морохасі Тецудзі). Це, проте, не може вважатись достатньо достовірною згадкою.
Важливим елементом в комплексі уявлень про буракуміни є концепція ритуального забруднення — кегаре. Ритуальне «забруднення» могло накопичуватись в якомусь місті, а скоріш, на конкретній людині — такій, котра частіше за інших зіштовхується з «ритуальними нечистими» предметами. Це були представники професій, пов'язаних з «нечистими» діями та подіями, і ці люди стали стійко асоціюватись з «ритуальною нечистотою», від котрої вони вже не могли позбутися не за допомогою утримання, не за допомогою спеціальних очищувальних ритуалів. «Кегаре» було спадковим. В Середині століття цих людей часто називали терміном «ета», котрий складається з ієрогліфів «багато» та «кегаре», та відображає їх істотність в очах іншого населення країни та влади.
З появою та вкоренінням в Японії буддизму, в котрому більшість з ритуально «забруднених» дій забороняються, цей комплекс уявлень про ритуальну «чистоту» та «нечистоту» отримав додаткове підтвердження та зміцнився.
Формування дискримінуючих груп населення невідривно пов'язано з переселенням в Японію великих мас ремісників з Китаю та з Корейського півострову. Японські дослідники часто вказують на те, що саме іноземці були нащадками буракумів.
У співвідношені з японською геополітичною моделлю, запозиченою колись з Китаю, японці сприймали світ східної Азії як ділення на столицю, Кінай (район навколо столиці), Кігай (далеко від столиці, але населений японцями), сьобан (землі ближніх варварів), ітекі (землі, котрі населені іншими варварами) — в відповідності з рівнем впливу імператорської влади. Відповідно, населення цих земель тривало на: проживаючу в районі Кінай аристократію та правлячий клас, котрі вели своє походження від богів неба або імператорів минулого; регіональні могутні роди, котрі походили від богів «країни рясних очеретяних рівнин»; підкорений їм простий народ — сьомін; людей з району сьобан — вихідців з корейського півострова; емісі — народів, котрі жили на японських островах, але не підкорених владі імператору; Хаято, котрі, хоча і походили від небесних богів, були під особливим підкоренням. Таким чином, парії, навіть котрі були етнічними японцями, сприймались як варвари, та через своє іноземне походження не лише «забруднених» професій, в зв'язку зі своїми ритуально «нечистими» професіями, але й не мають тієї початкової сакральної чистоти, котра присутня всьому народженому японськими богами. Виходячи з цієї традиційної японської концепції «уті-сото», тобто є «свій-чужий», недовіра і навіть зневага до чужоземців є цілком виправданою. Ця територія була найбільш популярною в XVIII—XIX століттях. Прибічники цієї теорії вказують також і на те, що ремісники в Китаї та Кореї знаходились в самій низині соціальної структури, та при переселенні ця система була перенесена та на японську землю.
В період реформ Тайка соціальне розшарування населення країни було закріплено, і в відповідності зі зводом законів Йоро ріцурьо, існувало 5 груп населення з низьким соціальним статусом: охоронці могил «рьоко», раби (кемін), раби правлячих установ «канко», державні раби «нухі», приватні раби «нухі».
Проте, ці дискриміновані групи населення трансформувались, з'явились групи «сандзьо-но тамі» та «каварамоно» (яп.河原者). Терміни «сандзьо» та «кавара» вказували на географічне положення поселень: так, найбільш розповсюдженим значенням слова «сандзьо» є закинуті території сьоенів, котрі не забезпечили надходження податків; «кавара» ж вказує на те, що ці території знаходились на берегах річок, були покриті галькою та були непридатні для землеробства. Спочатку «сандьо» були просто покинутими ділянками землі, але коли володарі сьоенів приєднали їх до своїх земель, там стали створюватись поселення, куди примусово відправляли волоцюг, ремісників, котрі і стали називатись «сандзьо-но тамі».
Вони займались видами діяльності, котра не входила в обов'язки селян, забезпечували сьоен ремесними товарами. Спочатку мешканці «сандзьо» не були зневажаючими групами, проте, з часом вони ними стали. З. Я. Ханін виділяє наступні групи «сандзьо»:
1. «Сандзьо», знаходилась під контролем сьодзі або їх представників. Мешканці таких поселень повинні були виготовляти захоронення трупів людей та тварин, прибирання нечистот, виготовляти запропоновані ремісничі вироби, в першу чергу зі шкіри, обслуговувати місцеві святкування і т. ін. Належали такі поселення не лише аристократії, але й буддиським та синтоістським храмам, та знаходились, в основному, в районі Кіото та Нара.
2. Поселення, котре знаходилось вздовж доріг, мешканці котрих повинні були, окрім діяльності аналогічної мешканцям поселень першого типу, забезпечувати транспортування вантажів та проїзд по дорогах Японії.
3. Поселення, мешканці котрих, окрім стандартних для мешканців «сандзьо» обов'язків, повинні були займатись рибацтвом та полюванням, віддаючи частину храму або аристократу, котрому належало поселення.

Спочатку подібні поселення створювались з ціллю забезпечення сьоена ремісницькими товарами, проте, з часом мешканці цих поселень стали піддаватися сегрегації.
Що стосується «каварамоно», то в зв'язку з тим, що території на котрих вони поселялись, не були придатні для землеробства, та вони не мали сировини для занять ремісництвом, більшість з них ставали жебраками, бродячими артистами або ворожеями. Відношення до «каварамоно» з самого початку було набагато гіршим, ніж до «сандзьо-но тами». Проте, з часом різниці між цими двома групами населення стирались: «кавара» розповсюджувались, а їх мешканці займались діяльністю, схожою з діяльністю «сандзьо-но тами».
Тоді ж період з'явився ще один вид особливих поселень, в котрих примусово поселяли полонених айнів — «фусю». Вони займались тією ж діяльністю, що і «сандзьо-но тамі».
На даному періоді не було чіткого визначення семмінів і навіть концепції «релігійної нечистоти». Періодично якісь групи входили в склад зневажаючих, а якісь виходили. Що стосується «ритуальної нечистоти», то вбивство тварин на полюванні або людей в поєдинку не вважалось накладаючим «кегаре». «Ритуальна нечистота» деяків видів виробництва також розумілась по-різному, в районах, де не було особливих поселень, «нечистою» працею займались селяни.
Термін «ета» в сучасному письмі став використовуватись з XIV століття у відношенні до більшої кількості різноманітних груп населення, котрі, в більшості, відносились до семмінів. В цей час «ета» вже сприймалась іншому населенню країни як «нечисті» люди. В період Мураматі «кавапамоно» стали виконувати поліцейські функції, а також функції конвоїрів та катувальників. Більше того, інколи як покарання використовувалась відправка в особливе поселення. До того ж вони були зайняті в будівництві, створенні іригаційних каналів та річок, а також традиційних садів при храмах, від чого їх називали також «нівамоно» (яп. 庭者, від яп. 庭 нива — сад).
Проте, деякі японські історики, особливо, Аміно Йосіхіко, вказують, що й сандзьо-но тами та каварамоно не досліджували дискримінації до середини XV століття, періоду Сенгоку, та відношення до них було як до звичайних підданих.
З приходу періоду Сенґоку почались війни, та в зв'язку з цим сильно зріс попит на товари зі шкіри, котрі використовувались як військові товари, сенґоку даймьо стали володіти «кавата», проживаючи на їх територіях, для того аби забезпечити стабільні постачання товарів зі шкіри. В 1538 році люди з клану Ходзьо, котрі мешкали в Канто, зібрали 21 родину виробників шкіри з провінції Ідзу в «кавата» та наказали їм виплачувати податки шкірою, з іншої сторони, їм було заборонено вести торгівлю шкірою з іншими провінціями. Подібні організації та контроль «каванта», функцією котрих було виробництво шкіряних виробів, були одним з елементів розвинутого контролю ремісників зі сторони сенгоку даймьо, та також стало моделлю контролю «кавата» в новий час.
Вже до початку періоду Едо існувала величезна кількість різноманітних груп населення, котрі по тим чи іншим причинам піддавались дискримінації. Ці групи відрізнялись між собою за своїм походженням, за родом заннять, економічному стану та впливу в громадськості, своїми функціями та назвами. Крім того, в склад дискримінуючого населення увійшли покарані за участь в рухах «ікко-іккі».
Японські парії знаходились за межами системи соціального розподілення сі-но-ко-сьо (військові, селяни, ремісники, торгівці), котре було основою громадського устрою в період Едо. Вони не були виділені в окремий стан, не були визначені й юридичні норми по відношенню до представників цієї групи, тому більшість свої функцій вони виконували в рамках закладених традицій. У відповідності з законами сьогунів були проведені чіткі обмеження між різними групами населення, котрим було заборонено «змішуватись» між собою — міжстанові шлюби були заборонені. Крім цього, існували жорсткі вказівки правління відносно способу життя, занять, одягу та інших моментів життєдіяльності. Проете у зв'язку з подіями нещодавнього минулого економічні позиції великої частини паріїв покращились: наприклад, у зв'язку з будівництвом міст стали затребувані каменярі, для військових потреб потребувались ковалі та чинбари і т. ін.
Окрім всього іншого, парії цього періоду відрізнялись від іншого населення повною забороною на рух по країні. Відомими випадками переселення паріїв в нові поселення, в цілях отримання максимальної вигоди їх сюзереном. Саме тоді поселення починають називати «токусю бураку» (яп. 特殊部落) або просто «бураку».
Розвиток отримує поліцейська функція бураку: мешканці бураку повинні були, окрім всього іншого, здійснювати слідкування за населенням, виконувати поліцейські функції по утриманню та конвоірованню злодіїв, що ще більше збільшувало їх «забруднення» в очах іншого населення, збільшувало зневагу по відношенню до них.
В результаті законодавчих актів бакуфу оформились дві основні групи паріїв: «ета» та «хінін». «Ета» була протилежною до групи «хінін», і представники цих груп відносились один до одного з невагою. Згідно роботам Огю Сорая, «хінін» з'явились в результаті недостатньої результативності законів держави, та в зв'язку з загальним падінням звичаїв загубили початкову чистоту. Про це вже писав Кайхо Серйо: «Контакти „ета“ з добрими людом забороняються, тому що вони є нащадками варварів, котрі прийшли з інших країн, а не нащадками богині Аматерасу» (Кайхо Серйо «Кейкодан» роздуми з бесіди).
Ці групи відрізнялись за родом занять. Так, діяльність «ета» була пов'язана з виробничою працею — забоєм худоби, вичинкою шкір, виробництвом взуття, виробів зі шкіри та бамбука та ін. Їм було заборонено покидати свої поселення «бураку».
Так як влада не бажала власне керувати дискримінуючою меншиною, вони знаходились під керівництвом спеціально керуючих з середовища «ета» — «етагасіра» (яп. 穢多頭). Самим впливовим з них був такий собі Дандзаемон, чиє ім'я внаслідок стало передаватись кожному наступному «етагасіра». До кінця XVIII с. під керівництвом Дандзаемона було зосереджено біля 8 тис. родин «ета» в кількох районах країни. Подібна система управління поселеннями бураку практикувалась майже по всій території Японії. «Хінін» було заборонено займатись виробничою працею, це були в основному, бродячі артисти, ворожеї, наглядачі у в'язниці та жебраки. Проте у «хінін» був шанс потрапити в групу «хеймін» за допомогою особливого обряду — «асіараі» (яп. 足洗い, дослівно — «омивання ніг»). Також вони займались традиційними мистецтвами, такими як «секідзоро» — (яп. 節季候, співаки 12-го місяця), танці «тайкокумаї» та «умоаї» («гонитва за конем» — танці свята в липні). Як і для «ета», для «хінін» існував особливий чиновник з їх середовища, котрий здійснював за дорученнями влади контроль над їх діяльністю. Самим впливовим з них був Курума Дзенсіті, чиє ім'я також стало прозивним для позначення цієї посади.
Окрім описаних вище двох груп, в категорію зневажаючих людей входили представники наступних спеціальностей:
- «го: муне» (яп. 乞胸) (група, в котру входили жебраки, в'язувальники традиційних вузлів-візерунків «аяторі», актори театру «сарувака», ляльководи, актори театру «дзьорурі», актори театрального наслідування «моноамане» та ін.)
- «сюку» (в основному займались сільським господарством та виробництвом саке в провінціях Кії, Іга, Омі, Тамба, Харіма та Авадзі)
- «тясен» (яп. 茶筅) (тюремники)
- «саругай», «маімаі» (яп. 舞々), «оммьо: дзі» (яп. 陰陽師), «кабенурі» (яп. 壁塗) (тинькарі)
- «донабесі» (яп. 土鍋師) (виробники глиняних горщиків)
- «імодзі» (яп. 鋳物師) (жебраки)
- «сарубікі» (япон. 猿曳) (люди, котрі приносили з собою мавп для показів на виставах)
- «цурусасі» (япон. 弦差) (майстри з виробництва тетіви для лук цуру (зброя))
- «ісікірі» (япон. 石切) (різники по камінню)
- «докісі» (яп. 土器師) (виробники керамічного посуду)
- «хо: касі» (япон. 放下師) (бродячі актори-фокусники)
- «канасуї» (япон. 笠縫) (виробники парасольок — «каса»)
- «ватасіморі» (япон. 笠縫) (мандрівні чернеці)
- «фудеюї» (яп. 筆結) (виробники пензликів)
- «сумісі» (яп. 墨師) (виробники чорнила для листів)
- «сукіморі» (яп. 関守) (воротарі)
- «сісімаї» (яп. 獅子舞) (артисти, котрі танцюють танець лева — «сісімаї»)
- «міноцукурі» (яп. 簑作り) (виробники солом'яних плащів — «міно»)
- «кугуцусі» (яп. 傀儡師) (виробники маріонеток)
- «кейсейя» (яп. 傾城屋) (мешканці будинків куртизанок)
- «хатітакі» (яп. 鉢扣, яп. 鉢叩), «канеуті» (яп. 鐘打) (дзвоняри).

Таким чином в середовищі паріїв, як і у всієї громадськості, відбулись великі зміни: визначився їх склад, з котрого виділялась адміністративна верхівка. Економічний стан більшість паріїв покращився, деякі з них навіть потрапили в число заможніх громадян, що виходить з того, що для «ета» та «хінін» виходили окремі закони про розкіш. Склад же дискримінуючих груп змінювався з часом в результаті збільшення розорених в результаті бунтів або стихійних лих селян та громадян.
Зі вступом у дію закону про звільнення буракумінів в 1871 році термін «ета» була відмінена та замінилась на термін «буракумін», що офіційно означало «люди з особливих поселень» та не несло ніяких негативних значень. Проте в свідомості населення «буракуміни» опинились на рівні «ета», і якщо на законодавчому рівні різниці між громадянами країни більше не існувало, то в повсякденному житті вони зберігались в майже недоторканому вигляді..
Прийняття цього закону диктувалось необхідністю приведення населення в стан гомегенності, так як лише в цьому випадку з нього можливо було «створити націю».
Проте, незважаючи на те, що по закону «ета» та «хінін» стали на одну ступінь з іншими групами населення, утворивши соціальну групу «нових громадян» — сінхеймін, на практиці продовжувала функціонувати та ж система соціальних відносин, що і в період Едо. Офіційно представники колишніх зневажаючих груп населень стали іменуватись «сінхеймін», проте існувала і назва «кю ета» (яп. 旧穢多 кю: ета) — «колишні ета». З 1900 року офіційно стала вживатись назва «токусю бураку» (яп. 特殊部落) для визначення поселень колишніх «ета», від чого і виникла нова назва — буракуміни.
Крім цього, вони зіштовхнулись з протестом селян та звичайних громадян, котрі врахували зрівняння з колишнім «негідним людом» — «семмінами» — заниженням свого рівня в соціальній ієрархії. В період з 1871 по 1877 рік зареєстрований 21 випадок нападу на поселення бураку, в котрих загинуло в загальній складності 16 чоловік.
Барукуміни поспішали скористатись отриманою свободою, надіючись на підтримку влади: думали, що їм буде дозволено відмовитись від знаважаючих професій, або професії перестануть бути зневажаючими, що вони будуть допущені до управління громадою, що їм буде дозволено відвідування звичайних храмів, нарівні з іншими «сінхеймінами». Проте при спробах скористатись цією свободою буракуміни зустрічали протидію інших громадян. Так, в префектурі Айті, після отримання звісток про наказ імператора, буракуміни стали відвідувати будинки сільських старшин, квартали публічних будинків та чайні будинки, що викликав протест і селян. Коли ж буракуміни намагались потрапити в громадські бані, збільшились хвилювання, були вбиті біля 100 буракумінів.
В перші десятиріччя після реставрації Мейдзі в Японії починають створюватись безліч громадських організацій, більшість з котрих ставили собі за ціль викоренити дискримінаційне відношення до колишніх «ета» та «хініам», вважаючи його пережитком феодального минулого. Проте ні прийняття закону про звільнення, ні діяльність різноманітних громадськостей не привели до зміни ситуації в суспільстві. В 1919 році правлінням було створено проект «пропозицій стосовно перетворень в поселеннях бураку» на основі матеріалів об'єднаного засідання з питань бураку та перетворень, дослідження поселень бураку, матеріалів I з'їзду загалу співчуття та «гармонізації», а також матеріалів 41-й сесії парламенту. В результаті чого стали з'являтись громадськості «гармонізації» — юва-кай (яп. 融和運動 ю: ва-кай), в склад котрих часто входили члени обох палат парламенту, представники політичних та фінансових кіл, впливові буракуміни, як це було в суспільстві взаємної любові, створеною Аріма Йоріяса (яп. 有馬頼寧) в 1921 році.

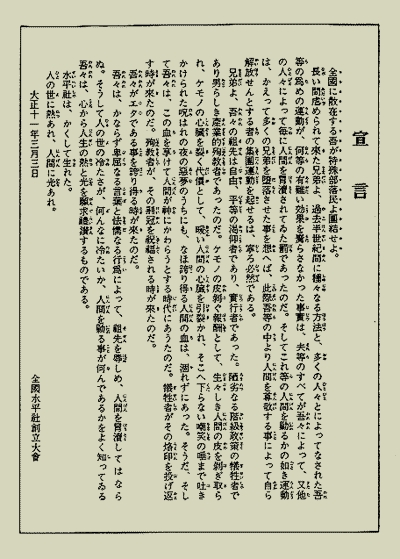
Декларація громадськості «Суйхейся»

Самим важливою громадською організацією даного періоду вважається Всеяпонська громадськість «Суйхейся», котра була створена в 1922 році. 3 Березня 1922 р. в палаці Окадзакі було проведено перше засідання громадськості «Суйхейся», на котрому були присутні біля 2000 представників дискримінованих груп населення зі всієї країни. Були припинені всі існуючі до цього переговори з громадськістю співчуття та гармонії, а також офіційною владою, та створена незалежна громадськість звільнення.
В декларації громадськості (яп. 水平社創立宣言) та прийнятих на першому її з'їзді резолюцій особливо виділялись повага прав людини та рівність, активно критикувались дискримінація, громадськість відвернулось від храмів хонгандзі, котрі розпоряджались майбутнім життям (після смерті), заявляло ідеї незалежного звільнення та економічної свободи. Населення країни дізналось з ЗМІ про створення організації, її характер та цілі. По всій країні почалось формування регіональних відділень громадськості «Суйхейся».
Основними напрямками діяльності громадськості були економічна підтримка уродженців поселень бураку та нащадків «ета» та «хінін», а також правозахисна діяльність. Більшість з дискримінуючих інцидентів отримали доволі широкого розголосу, як наприклад, дискримінаційний суд в Такамацу (яп. 高松差別裁判).
В перші десятиріччя після прийняття закону про звільнення відбулось включення традиційних для поселень бураку виробництв в капіталістичну економіку, розширення шкіряного виробництва в зв'язку з збільшенням потреб армії, розвиток, в зв'язку з відміною закону про заборону м'яса, харчової промисловості та збільшення кількості скотобоєнь. До того ж збільшилась зайнятість буракумінів в таких сферах, як будівництво, робота в портах, перевозки, виробництво сірників та гуми, торгівля на розніс, робота на вугільних шахтах, поденна робота. Проте всі ці види праці залишались низькооплачуваними, більшість з них відносились до тимчасової зайнятості. В важливих областях виробництва буракуміни піддавались жорсткій дискримінації — навіть якщо буракуміну вдавалось, приховавши своє походження, поступити на роботу, керівництво підприємств періодично проводило кадрові «чистки».
Крім цього, поселення бураку не були ліквідовані, зберігались та розповсюджувались ті ж райони проживання буракумінів, що і в період Токугава. Свідчення ж про їх місце розташування були зафіксовані в більшості документів, доступ до котрих не був обмежений законодавчо. До того ж збільшувалось і населення поселень: в них приходили люди з низьким достатком, готові працювати на нестабільній та низькооплачуваній роботі.
Після вступу Японії в Першу світову війну на стороні Антанти в країні різко піднялись ціни на продовольчі товари, що викликало хвилю бунтів, отриманих назву «рисові бунти». В цих рухах активну участь брали буракуміни. Представники дискримінованих груп населення брали участь в подібних рухах 22 префектур, в результаті чого становили понад 10 % осуджених за участь у бунтах (887 з 8000 чоловік).
Проте цей рух масового протесту не мав керівництва, плану дії або політичної програми, чим було схоже на рух «ікко-іккі» періоду сьогуната.
В 1930-і рр. в традиційних для буракумінів виробництв відбулись зміни: в першу чергу різко скоротилось шкіряне виробництво. Так, в період з 1928 по 1931 рік загальний об'єм шкіряного виробництва впав з 53,6 млн ￥ до 18,4 млн ￥, при цьому скорочення це відбулось за рахунок зникнення малих та середніх підприємств, де, в основному, й працювали буракуміни.
Окрім цього, при збільшенні безробіття під скорочення попадали в першу чергу саме робочі-буракуміни. Криза торкнулась також і буракумінів-землевласників, в 30-і рр. лише 11 % буракумінів володіли власними шматками землі (для «звичайних» японців цей процент становив 31 %), напіворендаторами були 37 % буракумінів (43 % «звичайних» японців), а повністю безземельними — 52 % (26 % «звичайних» японців). В таких умовах підтримка буракумінів громадськістю «Суйхейся» була особливо важлива, й ймовірно, була пріорітетним напрямком діяльності.
Подібна ситуація тривала й в поселеннях бураку та після кризи. Так, безробіття в передвоєнні роки залишалась на рівні 36 %, а зайняті буракуміни працювали по більшій частині в малих та середніх підприємств кущових виробництв.
Після поразки в Другій світовій війні Японія піддавалась окупації союзних сил. Штаб об'єднаних військ брав участь в вирішені проблем поселень бураку, про що свідчить включення в першопочатковий проект нової конституції Японії статті про заборону дискримінації, породженою тим, що Японія є «країною — нащадком держави з кастовою системою».
Японське ж правління перешкоджало включенню цієї статті в конституцію.
19 січня 1946 року в Кіото був утворений національний комітет по звільненню буракумінів — «бураку кайхо: дзенкоу іінкай» (яп. 部落解放全国委員会). На першому з'їзді цієї організації була прийнята декларація та програма дій, що включає «неуповільнену ліквідацію системи аристократичного правління, палати лордів та таємного кабінету, а також інших феодальних систем особливих прав». Ця організація була створена при активній участі членів громадськості «Суйхейся» (Мацумото Дзіітіро та Кітахара Тайсаку) та членів довоєнного руху за встановлення гармонії.
Створення громадськості було підтримано соціалістичною партією, КПЯ та партією Дзію: то.
Після прийняття нової конституції та формування нового правління в поселеннях бураку та в положенні буракумінів не відбулось якихось видимих змін. Траплялись випадки дискримінації, умови життя та умови праці залишались такими ж, як і до війни.
На сьогоднішній час в Японії здійснюється дискримінація буракумінів в освіті, при працевлаштуванні та в шлюбних відносинах. Більшість японців докладають багато зусиль та коштів, порушують закони для того, аби з'ясувати, чи є якась конкретна людина буракуміном чи ні.
В листопаді 1975 році вперше стало відомо про використання кількома великими компаніями списків поселень бураку (яп. 部落地名総鑑 «тімей со: кан»). До теперішнього моменту відомо про існування ще дев'яти подібних списків (13 листопада 1980 року міністерство юстиції Японії випустило звіт, в котрому йшлась мова про існування списків поселень бураку під наступними заголовками: «Секретні дані персоналу», «Загальний список районів Бураку», «Поточна ситуація районів дова в Японії», «Звіт про спеціальне розслідування», «Досліджування пошуку талановитих людей для компаній, захист компаній», «Науково-дослідницький інститут праці та політичних проблем».
Передбачається, що основна частина цих списків була складена між 1970 та 1975 роках, одразу після прийняття закону про особливі міри, та, як вважають деякі дослідники, при створенні цих списків використовувався урядовий документ 1935 року аналогічного змісту.
Зміст списків поселень бураку неоднорідний, проте в цілому вони представляють собою книги, в котрих на 200 сторінках представлені дані про назви поселень, кількість родин, що проживають у ньому, та їх основне заняття. Ці дані розбиті по районах та префектурах
Головними покупцями цих списків були найбільші компанії Японії, за даними інституту вивчення звільнення бураку, серед цих компаній були такі як «Тойота», «Ніссан», «Кубота» та банк «Ясуда траст».
Окрім списків поселень бураку, описаних вище, для дослідження особистих даних працівників використовуються дані породинних переписів «косекі» (яп. 戸籍). Породинні записи — це «офіційні документи, в котрих нотаріально реєструються відношення соціального ділення японської громадськості. В цих документах фіксуються дані про людей, що складають якусь певну родинну групу, та в хронологічному порядку наводяться події, важливі з точки зору системи соціального ділення — від народження до смерті». Ці породинні записи сприяють зміцненню дискримінації поселень бураку та є однією з найважливішою перепоною на шляху вирішення цієї проблеми. Наприклад, в породинній записі «Дзінсін косекі» (яп. 壬申戸籍), котру почали створювати в 1872 році (5-й рік Мейдзі), був уведений рядок «прізвище», а також були внесені пункти «нащадок ета», або «новий хеймін».
За причиною того, що ці свідчення були відкриті, їх використовували при досліджуванні особистих даних при прийомі на роботу. Міністерство юстиції ввело заборону на використання, копіювання та зберігання текстів «Дзінсін косекі» лише в 1968 році після довгої боротьби Ліги по звільненню бураку. Проте, той факт, що в 1976 році були введені більш жорстокі обмеження по використанню книг породинних записів, говорить про те, що закон часто порушувався. Поправки до закону вводились неодноразово, проте до теперішнього часу адвокати, слідчі, працівники служб соціального захисту та представники деяких інших відомств мають доступ до цих матеріалів, в зв'язку з чим періодично розкриваються випадки незаконного дослідження та передачі даних «дзінсін косекі».
Окрім вище перерахованих джерел, для досліджень особистих даних можуть бути використані храмові записи, в котрих, також як і в книгах породинних записів «косекі», фіксувались всі важливі події в житті окремого члена громади. Так як мешканцям поселень бураку було наказано ходити в окремі храми, їх ідентифікація є доволі простою. Законодавче використання даних храмових документів не обмежено, проте Ліга звільнення бураку має домовленості з головами усіх подібних храмів про нерозповсюдженість цих даних.
Іншим важливим способом, котрий застосовують підприємства, аби уникнути найму уродженців поселень бураку, є використання при подачі заяв про прийом на роботу особливих форм, в котрих присутні питання про родину шукача, роботи та посад членів родини, отриманій освіті, доході, стану здоров'я; крім цього, потрібно детально вказати дохід родини, віросповідання, назви найближчих до місту проживання районів. Більшість японців підтримують таку практику, вважаючи, що «в нашій країні для компаній, практикуючих так названу систему пожиттєвого найму, необхідно проводити дослідженні схильностей та ідеологій робочих свого підприємства».
Проте, в результаті прийняття ряду законів (в 1973 році введені уніфіковані форми, необхідні для заповнення при прийомі на роботу для випускників шкіл, в 1974 році введені єдині форми резюме, в 1975 році обмежений доступ до книгам породинних записів та особистим картках) практика використання подібних форм заяв, що містять питання особистого характеру, була припинена, та в звернення поступили стандартні форми встановленого державою зразка. Незважаючи на прийняті заходи з уніфікації документів, потребуючих при влаштуванні на роботу, працедавці не стали більш терпимі до шукачів: на сьогодні дізнатись потрібну інформацію про шукача можна і під час співбесіди (спеціальні державні адміністратори контролюють проведення співбесід, аби наймачі не задавали питань стосовно особистої інформації, однак сам факт введення такої посади на всіх підприємствах зі штатом більш ніж 100 чоловік та чисельні свідоцтва про стягнення, які накладаються цими адміністраторами, говорять про часте порушення цих правил) або при незаконному виясненні особистих даних робітників або шукачів.
Свобода вибору професій гарантується статтею 22 Конституції Японії, а статтею 3 Основного закону про працю гарантується відсутність дискримінації по статевим, національним ознакам або по соціальному статусу. Проте, в сучасній Японії доволі часто відбуваються інциденти, пов'язані з дискримінацією як на прийомі на роботу, так і на виробництві. Більше того, в випадку, якщо людина, котра є уродженцем поселення бураку, все ж була прийнята на роботу, вона може бути підданою знущаннями (або ж бойкотом) зі сторони співробітників, а також може бути звільнений.
В результаті дискримінації в працевлаштуванні та освіті, на сьогоднішній момент система праці в поселеннях бураку доволі традиційна: невелика кількість людей, зайнятих на офісній службі або в інших видах стабільної, добре оплачуваної праці; велика кількість людей, зайнятих на підприємствах ручної праці, в малому приватному бізнесі. Дискримінація ж консервує цю систему, роблячи неможливим для багатьох людей відхід від традиційних занять родини або свого поселення. Дискримінація в освіті робить неможливим для багатьох буракумінів отримання бажаної професії і навіть потрібної освіти для вступу в університет.
Дискримінація в освіті тісно пов'язана з дискримінацією при працевлаштуванні, так як найбільш часто зустрічається дискримінація по вже отриманій освіті: людину не беруть на роботу, так як у неї немає потрібної кваліфікації. Основна ж проблема буракумінів є в тому, що більшість з них не мають шансу отримати вищу, а іноді і середню освіту.
Система дискримінації буракумінів склалась історично з початку періоду Мейдзі, коли з'явились перші школи: в школах для буракумінів класи складались з великої кількості учнів, а в звичайні школи їх не впускали. Діти з поселень бураку відвідували свої окремі школи аж до кінця Другої світової війни, окрім того, працювати в них доводилось в більшій частині буракумінам, тому що люди зі звичайних поселень відмовлялись в них викладати.
Проте, з введенням програми «рівної» освіти «дова» (яп. 同和教育) в 1965 р. ситуація цілком змінилась. Взагалі, освіта виявилась тією сферою, в котрій найбільш детально була пропрацьована програма інтеграції буракумінів в японський загал, так як більшість вважають саме освіту основою економічної відсталості районів поселень буракумінів.
Однак, незважаючи на всі успіхи, котрі уряд зміг досягнути в результаті «рівних» заходів, випадки дискримінації (в тому числі анонімної) продовжують зустрічатись на всіх етапах отримання освіти. Дітям-буракумінам все ж також важко отримати освіту вищої ступені, хоча це і стало можливим.
Випадки оприлюднення дискримінації в шлюбних відносинах (зазвичай при намірах вступити в шлюб) доволі рідкісні. Доволі важко дізнатись дійсне число фактів дискримінації, та по зрівнянню з проблемами умови життя, умов праці, стабільністю життя та умовами навчання, вирішення цієї проблеми є максимально складним.
За чинним японським законодавством шлюб може бути укладений при спільній згоді сторін. Проте, навіть за наявними свідченнями, можна з впевненістю сказати, що якщо шлюб (мається на увазі шлюб буракуміна та людини зі звичайного району) буде укладений, незважаючи на протест батьків, родичів та знайомих, навіть після його укладення сторони будуть відчувати тиск оточуючих. За даними дослідів проведених в Осака в 2000 р. біля 20 % змішаних пар (буракумін та вродженець звичайного району) піддавались дискримінації при вступі в шлюб. За даними того ж дослідження, біля половини шлюбів так і не укладались, будучи розірваними на стадії заручин в результаті дискримінації.

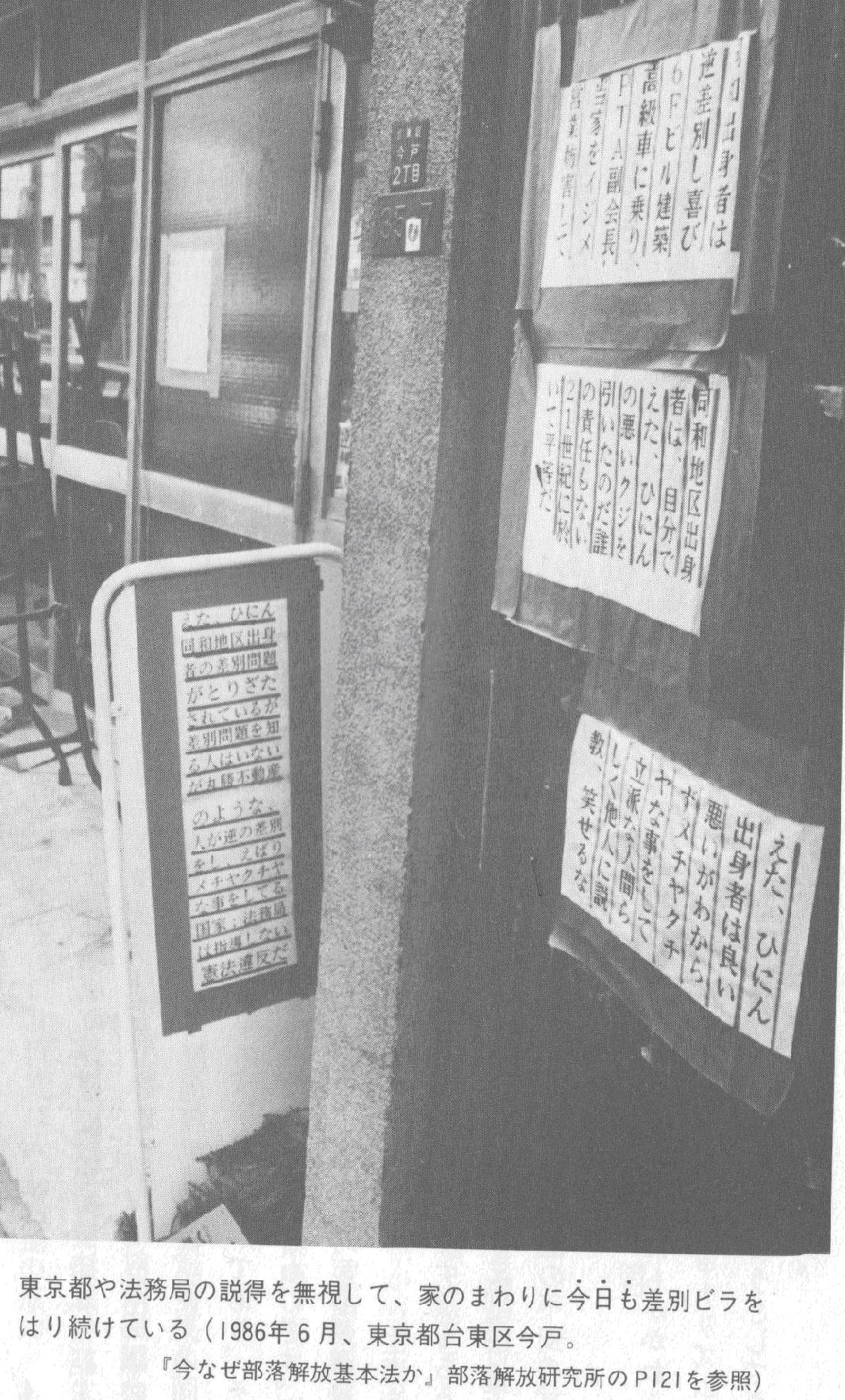
Фотографія, котра ілюструє дискримінаційний інцидент 1986 року, коли листівки з надписами дискримінуючого характеру розклеювались навколо будинку, в котрому мешкав уродженець поселення бураку

Інші варіанти дискримінаційних дій у відношенні до буракумінів частіше за все анонімні. До них варто віднести повідомлення дискримінаційного характеру, котрі розміщуються в Інтернеті, листи та листівки, надписи в громадських місцях, поряд з місцями мешкання бураку, телефоні дзвінки. Непристойні написи часто роблять в
За даними Інституту прав людини в Осака за 2002 рік, 75,8 % усіх повідомлень та матеріалів дискримінаційного змісту, опублікованих в Інтернеті, можна віднести до області дискримінації буракумінів.
Для подібних дій частіше всього використовуються вебсайт, зареєстрований в іншій країні, або просто анонімні сайти для розміщень подібної інформації. Частіше всього розміщуються образливі вирази, та вказівки на місця мешкання бураку, частини списків поселень, про котрих говорилось вище, імена та прізвища буракумінів; на загальнодоступних сайтах можна побачити повідомлення наступного змісту: «Оголосіть свідчення про місця проживання бураку та корейців!» «Де працюють бураку?», «Що я дізнався про Б.». Наводяться приклади назви місць мешкання бураку, даються реальні імена артистів та спортсменів, пишеться про тих, хто, можливо є нащадком бураку, коли відбувається який-небудь інцидент.
Відомим прикладом таких дискримінаційних висловлювань було обговорення на форумі сайту «2channel» подій літа 2001, коли людина увірвалась в школу та вбила 8 дітей; на форумі стали писати, що жертви ці були буракумінами.
Об'єктом таких дискримінаційних дій може стати як окрема людина, так і ціла організація. За даними міністерства юстиції, кількість таких дій збільшилась з 17 зареєстрованих випадків в 1999 році до 354 розкритих випадків в 2004 році (в 2003 році зареєстровано приблизно стільки ж).
В останній час більше розповсюдження отримують сайти, доступні лише за допомогою мобільного телефону. На форумах таких сайтів постійно з'являються повідомлення дискримінаційного змісту. Скоріш за все, такими сайтами частіше користуються школярі та студенти.
Більш традиційний спосіб приниження буракумінів полягає в розсилці анонімних листів або листівок дискримінаційного змісту.
З лютого по травень 2001 року в відділені Ліги звільнення бураку в містах Хього, Ніїгата та Тотігі були відправлені подібні листи з вказівками імені та адреси відправника, в результаті розслідування стало відомо, що як адреса відправника вказувались імена та адреси людей, котрі також були піддані дискримінації. Подібний випадок відбувся також в Окаяма в листопаді 2001 р.
У грудні 2001 р. в результаті судового рішення покарання відбув студент університету в Токіо, де він відправляв листи дискримінаційного змісту студентці того ж університету.
З травня 2003 р. по листопад 2004 р. в Токіо мав місце інцидент з анонімною розсилкою листівок. Всього було відправлено біля 400 повідомлень на 10 адрес. Було проведено розслідування та судовий розгляд, в результаті котрого винуватці отримали покарання.
Ще одним способом вираження зневаги населення до буракумінам є написи на стінах, стовпцях та громадських місцях. Частіше за все вони наносились в місцях можливого проживання буракумінів (якщо вони не живуть в поселеннях бураку), на місці навчання або роботи. В школі непристойні написи можуть розташовуватись на стільцях, партах та в роздягальнях.
Відомі також випадки розклейки написів дискримінаційного змісту у будинків, де мешкають нащадки поселень бураку. Так, в 1986 році в Токіо протягом місяця кожен день навколо будинку, де проживали буракуміни, розклеювались написи наступного змісту: «чи не смішно уявити, що мешканці „зрівняльних“ поселень, та ці хініни чудові люди!» і подібне. З 1993 року продовжує наносити графіті дискримінаційного змісту проти буракумінів навколо свого будинку мешканець Кісівада в Осака, не припиняючи свої дії, незважаючи на рекомендації місцевої влади.
Принизливим жестом для ета є підняття уверх руки з чотирма трохи зігнутими пальцями в знак того, що ета є начебто «четвероногими» тобто тваринами, а не людьми.
В серпні 1965 року був створений парламентська доповідь про основні міри в цілях вирішення соціальних та економічних проблем поселень бураку. Вперше в Японії офіційно було визнано існування дискримінації у відношенні до буракумінів. Дискримінація була визнана основною причиною економічної відсталості регіонів розселень буракумінів, незадоволених життєвими умовами в них. В результаті появи цієї доповіді, на основі матеріалів урядових комісій та Ліги Звільнення бураку був прийнятий закон про особливі події по «зрівнянню». Цей закон був введений в дію в 1969 році та був направлений на "ліквідацію".
У результаті діяльності Ліги Звільнення Бураку, на основі матеріалів урядових комітетів з вивчення проблем поселень бураку, в 1969 р. був прийнятий закон про особливі події по «зрівнянню» (яп. 同和対策事業特別措置法 до: ва тайсаку дзігьо токубецу со: ті хо:). Спочатку строк приведення його положень в життя розраховувався на 10 років.
Місця проживання буракумінів в період Токугава, були за більшою частиною ізольовані від поселень представників інших частин громадськості. Часто вони знаходились в місцях, непридатних для проживання: територіях вздовж річок, болотяних місцевостей, гірських районах та біля ….
З виданням закону про звільнення, більшість буракуміни покинули місця свого проживання, переїхавши в міста, проте, в поселення бураку перемістились люди з більш низьким достатком, в пошуках гарантованої роботи, та влились в традиційні для поселень види виробництва. В результаті
Поселення бураку представляли собою райони тісної забудови, слабо розвинутої інфраструктури, такої як водопостачання, каналізація, дороги. За даними державних досліджень, проведених адміністрацією прем'єр-міністра в 1970-х рр., незадовільними були умови проживання 3 % населення країни, в поселеннях ж бураку цей показник становив 31,8 %.
Після прийняття перших законів 1969 року змін в положенні буракумінів не відбулось, в зв'язку з тим, що в законі були перераховані необхідні

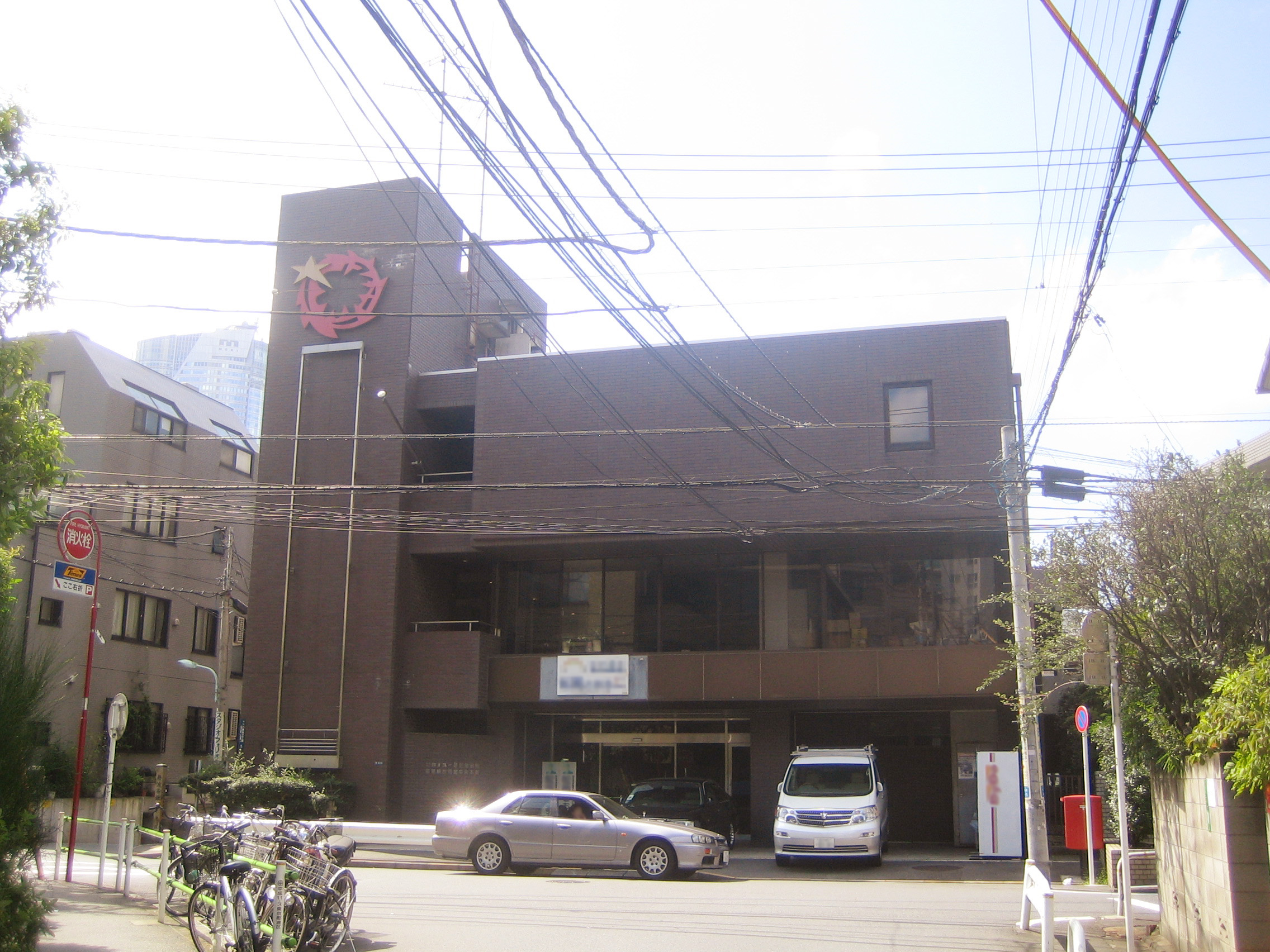
Головний офіс Ліги Звільнення Бураку в Токіо

- Дискримінуючі групи населення в Японії
- Літературна премія звільнення бураку